# Labidocera chubbi
Labidocera chubbi is een eenoogkreeftjessoort uit de familie van de Pontellidae. De wetenschappelijke naam van de soort is voor het eerst geldig gepubliceerd in 1915 door Brady.